# 駱賓王

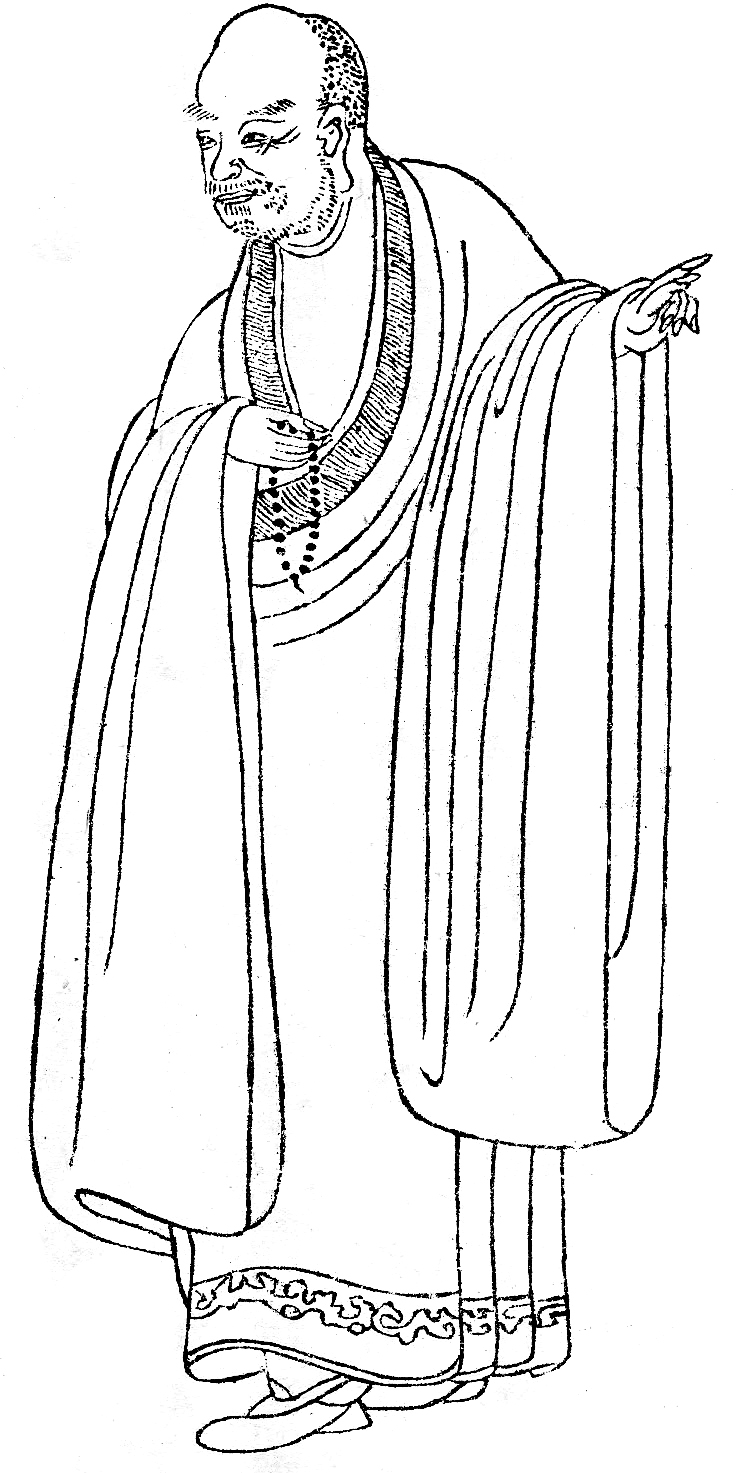
駱賓王・『晩笑堂竹荘畫傳』より

駱 賓王（らく ひんおう、640年 - 684年?）は、中国の唐代初期の詩人。王勃・楊炯・盧照鄰とともに「初唐の四傑」と称せられる。

## 略伝
婺州義烏県（現在の浙江省金華市義烏市）の出身。生まれついて貧しかったので早々に落魄（らくはく）し、好んで博徒と交わり、性格は傲慢・剛直。高宗の弘道元年（683年）に長安主簿となり、ついで武后統治の時に数々の上疏をしたが臨海郡の丞に左遷される。出世の望みを失い、官職を棄てて去った。
684年に徐敬業が兵を起こすと、その府属となり敬業のために檄文を起草して武后を誹謗、その罪を天下に伝えた。武后はその檄を手に入れて読ませ「蛾眉 敢えて人に譲らず　狐媚 偏えに能く主を惑わす」のあたりでは笑っていたが「一抔土未乾、六尺孤安在（一抔の土 未だ乾かざるに、六尺の孤、安（いず）くにか在る。）」の句にいたり愕然としてその作者の名を問い、駱賓王であることを知ると「このような才ある者を流落不遇にしたのは宰相の過ちである」と言ったという。
敬業の乱が平定された後は、亡命して行方が知れなくなった。また銭塘の霊隠寺に住んでいたという伝説もあり、「霊隠寺」と題する詩もある。

## 詩文
7歳から良く詩を賦し、成長してからは五言律詩にその妙を得た。ことにその「帝京篇」は古今の絶唱とされる。好んで数字を用いて対句をつくるので「算博士」の俗称がある。武后は駱賓王の文を重んじ、詔してその文章の数百編を集めて郗雲卿に命じ編纂させたのが、『駱丞集』4巻であるそれに頌・賦・五七言古・五律・排律・絶句・七言絶句・啓・書・叙・雑著の11項目に分かれて、作品が収められている。
松枝茂夫は『中国名詩選』で駱賓王の代表作として『易水送別』を選んでいる。
| 此地別燕丹 | 此の地 燕丹に別る |
| 壯士髮衝冠 | 壮士 髪 冠を衝く  |
| 昔時人已没 | 昔時 人 已に没し  |
| 今日水猶寒 | 今日 水 猶ほ寒し  |

 ウィキクォートには、駱賓王に関する引用句があります。

## 注・出典
1. 1 2 3  松枝茂夫 編 『中国名詩選』中 1984年 岩波文庫 ISBN 978-4003203323 p.214 。
2. ↑  『新唐書 卷二百零一 列傳第一百二十六 文藝上』 王勃 の条 弟助の記事終結部に、《勃與楊炯、盧照鄰、駱賓王皆以文章斉名、天下稱「王、楊、盧、駱」四傑。》とあり、附として各人の略歴が述べられている。 中国語版ウィキソースに本記事に関連した原文があります：新唐書/卷201
3. ↑  『旧唐書 卷一百九十上 列傳第一百四十上：文苑上』 駱賓王の条に、｢嘗作「帝京篇」、當時以為絶唱。然落魄無行、好與博徒遊。」とある。出典：種村由季子（九州大学大学院） 『駱賓王「帝京篇」と則天武后の洛陽駐輦（ちゅうひつ）』 2012年 日本中国学会報 Vol. No. 64、p.74 。 中国語版ウィキソースに本記事に関連した原文があります：舊唐書/卷190上
4. ↑  補佐官。
5. ↑  「徐敬業に武曌（『照』の則天文字）を討つを為さしめん檄」 中国語版ウィキソースに本記事に関連した原文があります：為徐敬業討武曌檄
6. ↑  一説には誅殺されたともされるが典拠不明。
7. ↑  康熙年間に墨浪子（ぼくろうし、本作では古呉墨浪子と称す）によって編纂刊行された、西湖をめぐる短編小説集 《西湖佳話》（せいこかわ）全16話の第4話に収録されている『霊隠詩蹟』（れいいんしせき）は、駱賓王の行方が知れなくなった後を描く説話である。日本語訳は内田道夫（うちだみちお、1916-2000年。東北大学教授（1954-1972年）、文学博士） 訳 『霊隠の詩跡』がある。平凡社 中国古典文学大系 39 1969年 p.311-320、 ISBN 9784582312393
8. ↑  種村由季子 『駱賓王「帝京篇」と則天武后の洛陽駐輦』（中国・アジア研究論文データベースpdf）に、全98句の訓読等がある。 中国語版ウィキソースに本記事に関連した原文があります：帝京篇
9. ↑  『旧唐書』は10巻とするが散逸し、明清本4巻が残存する。
『舊唐書 卷一百九十上 列傳第一百四十上：文苑上』 駱賓王の条（最後から二人目）に「有兗州人郗雲卿集成十卷、盛傳於世。」とある。

## 参考
- 『新唐書』201文藝
- 『旧唐書』190上文苑
- 『唐才子伝』1
- 『欽定四庫全書総目』146集部
- 小杉放庵『唐詩及唐詩人』